# Nová Dědina
Nová Dědina är en ort i Tjeckien.   Den ligger i regionen Zlín, i den östra delen av landet, 240 km öster om huvudstaden Prag. Nová Dědina ligger 334 meter över havet och antalet invånare är 410.
Terrängen runt Nová Dědina är platt åt nordost, men åt sydväst är den kuperad. Runt Nová Dědina är det ganska tätbefolkat, med 104 invånare per kvadratkilometer. Närmaste större samhälle är Zlín, 15,8 km öster om Nová Dědina. Trakten runt Nová Dědina består till största delen av jordbruksmark.